# 金城興福
金城 興福（かねしろ こうふく、1953年2月27日 - 2002年12月29日）は、宮崎県児湯郡高鍋町大字北高鍋出身で春日野部屋に所属した大相撲力士。本名同じ。
1979年3月場所から1985年1月場所まで、大関・栃光正之に因んだ栃光 興福（とちひかり こうふく）の四股名に改名していたため、一般的には「栃光」の四股名で知られている。最高位は西関脇（1977年7月場所）。現役当時の体格は185cm、144kg。得意手は右四つ、寄り、下手投げ。

## 来歴・人物
宮崎日本大学高校では柔道やレスリングで活躍し、在学中にRKB毎日放送の社員に見出され、そこからTBSの小坂秀二アナウンサーを通して春日野親方（元横綱・栃錦）を紹介された。実業家の父親の意向もあり、高校2年の途中で中退し春日野部屋に入門、1969年9月場所で初土俵を踏んだ。同場所の初土俵には、前頭・白竜山らがいる。
序ノ口より、本名の「金城」の四股名で相撲を取った。
出世後は順調に番付を上げて1973年3月場所で新十両、1974年9月場所に於いて21歳で新入幕を果たした。同時期に活躍した北の湖（横綱）・若三杉（横綱2代目若乃花、元・間垣親方）・麒麟児（関脇、元・北陣親方）・大錦（小結、元・山科親方）らと同じ昭和28年生まれで、これら4人と共に「花のニッパチ組」と呼ばれた。
柔軟な体質と重い腰を持っており、右下手投げも武器であった。将来の大関候補として期待され、1979年1月場所後、同じ九州出身・同部屋に於いて由緒ある「栃光」の四股名を襲名した。しかし、その後は半身相撲であったことが災いし、成績は大きく伸びなかった。特筆される点は、横綱・北の湖と29度対戦し、一度も勝てなかったことである。これは、初顔からの幕内に於ける、同一の力士に対する連続敗戦の大相撲史上1位の記録となっている。
他にも対2代若乃花（若三杉）は2勝29敗、対三重ノ海は2勝17敗、対輪島は2勝15敗（初顔から連続金星獲得後、15連敗）など上位陣に対しての成績が極端に悪かった。そのため三役に定着できなかった。1975年11月場所と翌1976年1月場所で輪島を連続して破っているが、そこから1983年3月場所まで横綱戦63連敗を記録。結局対横綱戦2勝66敗（勝率は2.94%）という散々な結果を残した。
半身になって相手の出方を待って下手投げを打つことが得意で、よく蹴手繰りや蹴返しも見せていた。番付下位の力士に対しては安定した成績を挙げ続けて、怪我も少なく、新入幕の場所から59場所連続で約10年間にわたり幕内の地位を保った。
1984年7月場所で十両へ陥落したが、頑張って1985年1月場所で再入幕を果たした。しかし、同場所では2勝13敗と大敗し、翌3月場所では再び十両へ落ちた。そして、同場所より「栃光」の四股名を返上し、本名の「金城」に戻した。
現役晩年は2年以上十両で相撲を取り続けたが上位での勝ち越しは成らず、1987年5月場所、東十両12枚目の地位で2勝13敗と大敗して幕下陥落が濃厚となったため場所後に引退を表明。そして、引退と同時に角界から去っていった。
角界を去った後はサラリーマン生活を経て、愛知県春日井市で現役時代の四股名を店名とした相撲料理店「栃光」を出店。後には大阪府や宮城県仙台市にも支店を出して経営の規模を広げ、経営者として多忙な日々を送った。本人ならびに「栃光」従業員一同が「ちゃんこちゃんこの栃光」とPRするものや「どすこい! 元・関脇の栃光です! わしは今、ちゃんこの横綱を目指しています!」と本人の威勢の良いナレーションが付けられたもののテレビCMも、名古屋地区や宮城県で1990年代の一時期オンエアされていた。
2002年12月29日、心筋梗塞のため愛知県内で逝去。49歳という若さでの死であった。

## エピソード
- 上述した通り、北の湖には本場所では一度も勝てなかった。しかし、1982年2月に蔵前国技館で行われた「第6回日本大相撲トーナメント」では、準決勝で北の湖を破って決勝に進出し、決勝では2代若乃花を破って優勝を果たしている。
- 履歴明確な宮崎県出身者としては、史上初めての関脇昇進力士だった。
- 本名の「金城」で小結・関脇に、改名後の「栃光」でも小結に在位した経験がある。
- 奇遇にも、幕内在位場所数は、先代の栃光と全く同じ「60場所」だった。
- 1984年8月の立合い正常化講習の際には、ただ1人喫煙しながら講習を受けていた。元来愛煙家であり、支度部屋へ戻ると独特のポーズで一服していた[3]。
- 大の酒好きである一方稽古嫌いでもあり、二日酔いになっては所用と称して稽古を抜け出すことが常態化していた[3]。
- 引退以降、2014年11月場所で琴恵光が十両に昇進するまで27年間、宮崎県出身の関取が不在であった。

## 主な戦績
- 通算成績：683勝724敗22休 勝率.485
- 幕内成績：412勝488敗 勝率.458
- 現役在位：106場所
- 幕内在位：60場所
- 三役在位：7場所（関脇1場所、小結6場所）
- 三賞：3回
  - 敢闘賞：3回（1977年3月場所、1979年1月場所、1980年5月場所）
- 金星：2個（輪島2個）

### 場所別成績
| | 一月場所 初場所（東京） | 三月場所 春場所（大阪） | 五月場所 夏場所（東京）  | 七月場所 名古屋場所（愛知） | 九月場所 秋場所（東京） | 十一月場所 九州場所（福岡） |
| --- | ----------------------- | ----------------------- | ------------------------ | --------------------------- | ----------------------- | --------------------------- |
| 1969年 （昭和44年） | x                       | x                       | x                        | x                           | （前相撲）              | 西序ノ口2枚目 3–4           |
| 1970年 （昭和45年） | 東序二段71枚目 5–2      | 東序二段32枚目 4–3      | 西序二段14枚目 4–3       | 東三段目78枚目 2–5          | 東序二段22枚目 4–3      | 西序二段10枚目 5–2          |
| 1971年 （昭和46年） | 西三段目53枚目 3–3–1    | 西三段目62枚目 5–2      | 西三段目35枚目 5–2       | 西三段目10枚目 4–3          | 西幕下60枚目 4–3        | 東幕下52枚目 2–5            |
| 1972年 （昭和47年） | 東三段目11枚目 4–3      | 東三段目3枚目 6–1       | 東幕下34枚目 6–1         | 西幕下11枚目 4–3            | 東幕下9枚目 4–3         | 西幕下6枚目 5–2             |
| 1973年 （昭和48年） | 東幕下3枚目 6–1         | 東十両11枚目 7–8        | 東十両13枚目 8–7         | 東十両11枚目 7–8            | 西十両12枚目 10–5       | 西十両5枚目 7–2–6           |
| 1974年 （昭和49年） | 西十両6枚目 7–8         | 西十両7枚目 10–5        | 東十両3枚目 7–8          | 東十両6枚目 11–4            | 東前頭12枚目 9–6        | 東前頭8枚目 9–6             |
| 1975年 （昭和50年） | 東前頭3枚目 5–10        | 西前頭8枚目 8–7         | 東前頭6枚目 6–9          | 東前頭9枚目 8–7             | 東前頭6枚目 9–6         | 西前頭2枚目 9–6 ★           |
| 1976年 （昭和51年） | 東前頭筆頭 8–7 ★        | 西小結 4–11             | 西前頭5枚目 8–7          | 西前頭2枚目 8–7             | 西前頭筆頭 3–12         | 西前頭8枚目 9–6             |
| 1977年 （昭和52年） | 東前頭2枚目 5–10        | 東前頭7枚目 11–4 敢     | 東小結 8–7               | 西関脇 5–10                 | 東前頭3枚目 6–9         | 東前頭6枚目 9–6             |
| 1978年 （昭和53年） | 東前頭2枚目 8–7         | 西小結 3–12             | 東前頭8枚目 8–7          | 西前頭4枚目 6–9             | 東前頭7枚目 10–5        | 東前頭2枚目 5–10            |
| 1979年 （昭和54年） | 西前頭7枚目 12–3 敢     | 東小結 6–9              | 西前頭筆頭 5–10          | 西前頭5枚目 9–6             | 西小結 2–13             | 西前頭7枚目 10–5            |
| 1980年 （昭和55年） | 東前頭筆頭 5–10         | 西前頭4枚目 5–10        | 西前頭10枚目 12–3 敢     | 西小結 5–10                 | 東前頭4枚目 6–9         | 東前頭7枚目 6–9             |
| 1981年 （昭和56年） | 西前頭11枚目 10–5       | 西前頭2枚目 5–10        | 西前頭5枚目 8–7          | 西前頭2枚目 7–8             | 西前頭3枚目 3–12        | 西前頭9枚目 10–5            |
| 1982年 （昭和57年） | 東前頭4枚目 6–9         | 東前頭6枚目 9–6         | 東前頭2枚目 4–11         | 西前頭10枚目 9–6            | 西前頭5枚目 6–9         | 西前頭9枚目 7–8             |
| 1983年 （昭和58年） | 西前頭10枚目 8–7        | 東前頭6枚目 7–8         | 西前頭6枚目 9–6          | 東前頭筆頭 1–14             | 東前頭12枚目 9–6        | 東前頭4枚目 4–11            |
| 1984年 （昭和59年） | 東前頭12枚目 9–6        | 東前頭5枚目 5–10        | 東前頭11枚目 4–11        | 西十両4枚目 8–7             | 西十両2枚目 休場 0–0–15 | 西十両2枚目 9–6             |
| 1985年 （昭和60年） | 西前頭13枚目 2–13       | 東十両8枚目 8–7         | 西十両5枚目 10–5         | 東十両2枚目 5–10            | 西十両7枚目 8–7         | 西十両4枚目 7–8             |
| 1986年 （昭和61年） | 東十両7枚目 9–6         | 東十両2枚目 5–10        | 東十両8枚目 8–7          | 東十両5枚目 8–7             | 西十両3枚目 3–12        | 東十両13枚目 8–7            |
| 1987年 （昭和62年） | 西十両11枚目 8–7        | 東十両9枚目 6–9         | 東十両12枚目 引退 2–13–0 | x                           | x                       | x                           |
| 各欄の数字は、「勝ち-負け-休場」を示す。 優勝 引退 休場 十両 幕下 三賞：敢=敢闘賞、殊=殊勲賞、技=技能賞 その他：★=金星 番付階級：幕内 - 十両 - 幕下 - 三段目 - 序二段 - 序ノ口 幕内序列：横綱 - 大関 - 関脇 - 小結 - 前頭（「#数字」は各位内の序列） |                         |                         |                          |                             |                         |                             |

## 幕内対戦成績
| 力士名         | 勝数  | 負数 | 力士名   | 勝数 | 負数 | 力士名     | 勝数 | 負数 | 力士名       | 勝数  | 負数 |
| -------------- | ----- | ---- | -------- | ---- | ---- | ---------- | ---- | ---- | ------------ | ----- | ---- |
| 青葉城         | 19    | 16   | 青葉山   | 7    | 3    | 朝潮       | 7    | 5    | 旭國         | 4     | 14   |
| 旭富士         | 1     | 2    | 天ノ山   | 7    | 5    | 荒勢       | 5    | 16   | 板井         | 3     | 4    |
| 岩波           | 5     | 1    | 大潮     | 9    | 3    | 巨砲       | 5    | 11   | 大錦         | 10    | 5    |
| 大ノ海         | 1     | 0    | 大ノ国   | 0    | 1    | 大豊       | 5    | 1    | 大鷲         | 2     | 1    |
| 魁輝           | 15(1) | 10   | 魁傑     | 8    | 7    | 影虎       | 2    | 0    | 北瀬海       | 5     | 4    |
| 北の湖         | 0     | 29   | 騏ノ嵐   | 1    | 1    | 霧島       | 0    | 1    | 麒麟児       | 17    | 15   |
| 蔵間           | 7     | 15   | 黒瀬川   | 6    | 5    | 黒姫山     | 8    | 9    | 高望山       | 1     | 2    |
| 琴風           | 7     | 10   | 琴ヶ嶽   | 0    | 1    | 琴千歳     | 1    | 1    | 琴乃富士     | 3     | 3    |
| 琴若           | 6     | 0    | 小沼     | 0    | 1    | 金剛       | 4    | 0    | 斉須         | 2     | 2    |
| 蔵玉錦         | 6     | 3    | 逆鉾     | 1    | 5    | 佐田の海   | 3    | 9    | 嗣子鵬       | 4     | 4    |
| 白田山         | 4     | 1    | 陣岳     | 1    | 2    | 神幸       | 2    | 1    | 大旺         | 3     | 1    |
| 大峩           | 1     | 1    | 大豪     | 0    | 1    | 大觥       | 2    | 1    | 大受         | 4     | 4    |
| 太寿山         | 6     | 6    | 大徹     | 1    | 3    | 大飛       | 1    | 0    | 大竜川       | 1     | 0    |
| 隆の里         | 8     | 16   | 貴ノ花   | 4(1) | 19   | 隆三杉     | 2    | 1    | 高見山       | 3     | 11   |
| 多賀竜         | 4     | 3    | 谷嵐     | 3    | 1    | 玉輝山     | 5    | 1    | 玉ノ富士     | 15    | 12   |
| 玉龍           | 3     | 1    | 千代櫻   | 2    | 0    | 千代の富士 | 3    | 7    | 出羽の花     | 8     | 12   |
| 天龍           | 1     | 1    | 闘竜     | 6(1) | 8    | 羽黒岩     | 1    | 1    | 長谷川       | 2     | 2    |
| 播竜山         | 8     | 5    | 飛騨乃花 | 5    | 3    | 福の花     | 4    | 0    | 富士櫻       | 15    | 8    |
| 二子岳         | 3     | 3    | 双津竜   | 4    | 2    | 鳳凰       | 9    | 2    | 北天佑       | 2     | 10   |
| 保志           | 0     | 2    | 増位山   | 9    | 12   | 三重ノ海   | 2    | 17   | 三杉磯(東洋) | 5     | 4    |
| 陸奥嵐         | 0     | 1    | 豊山     | 11   | 3    | 琉王       | 2    | 1    | 龍虎         | 3     | 1    |
| 若獅子         | 3     | 4    | 若島津   | 3    | 6    | 若瀬川     | 3    | 2    | 若ノ海       | 3     | 1    |
| 若乃花(若三杉) | 2     | 29   | 若の富士 | 2    | 4    | 輪島       | 2    | 15   | 鷲羽山       | 14(1) | 6    |

## 改名歴
- 金城 興福（かねしろ こうふく）1969年11月場所 - 1979年1月場所、1985年3月場所 - 1987年5月場所[1]
- 栃光 興福（とちひかり - ）1979年3月場所 - 1983年3月場所、1983年9月場所 - 1985年1月場所
- 栃光 振光（とちひかり しんこう）1983年5月場所 - 1983年7月場所